# Bahnhof Ransbach (Westerw)
Der Bahnhof Ransbach (Westerw) ist ein stillgelegter Bahnhof in der Stadt Ransbach-Baumbach im Westerwaldkreis. Der Bahnhof liegt an der Bahnstrecke Engers–Au (Brexbachtalbahn). Das Bahnhofsgebäude steht seit 2019 unter Denkmalschutz.

## Geschichte
Der Bahnhof ging im Jahre 1884 zusammen mit der Bahnstrecke Engers–Au zwischen Engers am Rhein und Siershahn, einschließlich der Abzweigung nach Hillscheid, in Betrieb. Im Bahnhof befanden sich außer der Fahrkarten-Verkaufsstelle und Schlafräumen für Bahnbedienstete auch ein Restaurant sowie ein mechanisches Stellwerk. Am 1. Mai 1991 stellte die DB den Bahnhofsbetrieb ein.
Das Bahnhofsgebäude ist heute in Privatbesitz. Seit dem Jahr 2009 sind die zugewachsenen Gleise im Bereich um den Bahnhof Ransbach freigeschnitten, die Freischneidearbeiten wurden durch ehrenamtliche Arbeit durchgeführt.
Das traufständige Bahnhofsgebäude aus Bruchsteinmauerwerk ist zweistöckig und auf einem L-förmigen Grundriss erbaut. Die separate Güterhalle aus Fachwerk mit auskragendem Satteldach wurde 2007 abgerissen.
Der Infrastrukturbetreiber ist die Eifelbahn Verkehrsgesellschaft. Der Bahnhof wurde nur noch touristisch für Fahrten des Vereins Brexbachtalbahn zwischen Grenzau und Siershahn mit Schienenbussen des Typs VT 98 angefahren.